# レヴィニー
レヴィニー（仏: Lévigny）は、フランスのグラン・テスト地域圏、オーブ県に属するコミューン。

## 地理
県都トロアから東に47kmほどいった、県東部の丘陵地帯に位置する。田園のただなかを通る道沿いに褐色をした家々が立ち並ぶ。北東でフレネイと、南東でアランティエールと、南西でモンティエ＝アン＝リスルと、北西でヴェルノンヴィリエールとそれぞれ接する。最寄り駅はここから8kmほどいったバール＝シュル＝オーブ駅、最寄の空港は65kmほど離れたヴァトリー空港。

## 行政
- 首長 - ジャン＝ミシェル・エコシャール（Jean-Michel Ecochard）

議会の定数は首長も含め11。

## 人口の推移[1]
| 1962年 | 1968年 | 1975年 | 1982年 | 1990年 | 1999年 | 2006年 | 2007年 |
| ------ | ------ | ------ | ------ | ------ | ------ | ------ | ------ |
| 117    | 132    | 108    | 107    | 101    | 109    | 114    | 111    |